# Erland Johansson
Erland Johansson var en svensk fotbollsspelare (anfallare) som representerade Gais i allsvenskan säsongen 1927/1928.
Johansson kallades i Dagens Nyheter i maj 1928 "utan tvekan en framtidsman. Han har något av Wenzels spelsätt, men synes vara kraftigare i själva den kampmässiga delen av anfallet." Han kom dock bara att spela 13 matcher (1 mål) säsongen 1927/1928 innan han försvann ur laget.